# 호물루 마르케스 마세두
호물루 마르케스 마세두(포르투갈어: Rômulo Marques Macedo, 1980년 4월 3일 ~ )는 브라질 봉제수스두이타바포아나 출신의 축구 선수이다. K리그에서 활약할 때의 등록명은 호물로이다.

## 클럽 경력
브라질과 앙골라 리그에서 활약하다 2008년 1월, 대한민국 K-리그의 제주 유나이티드로 이적하여 2008 K-리그에서 21경기에 출장하여 8골 2도움을 기록하는 등 좋은 활약을 펼쳤고, 2009년 1월, 부산 아이파크로 이적하였다.
부산 아이파크에선 기대에 못미치는 활약을 펼치며 2009 K-리그에서 단 4골을 성공시켰다. 2009 시즌 이후 방출설이 돌기도 하였으나 팀에 잔류하였다. 하지만 2010 시즌에도 큰 활약을 펼치지 못해 팀을 떠났고 2011년 허난 젠예에 입단하였다.